# Eunice monilifer
Eunice monilifer är en ringmaskart som först beskrevs av Chamberlin 1919.  Eunice monilifer ingår i släktet Eunice och familjen Eunicidae. Inga underarter finns listade i Catalogue of Life.